# Viniční trať

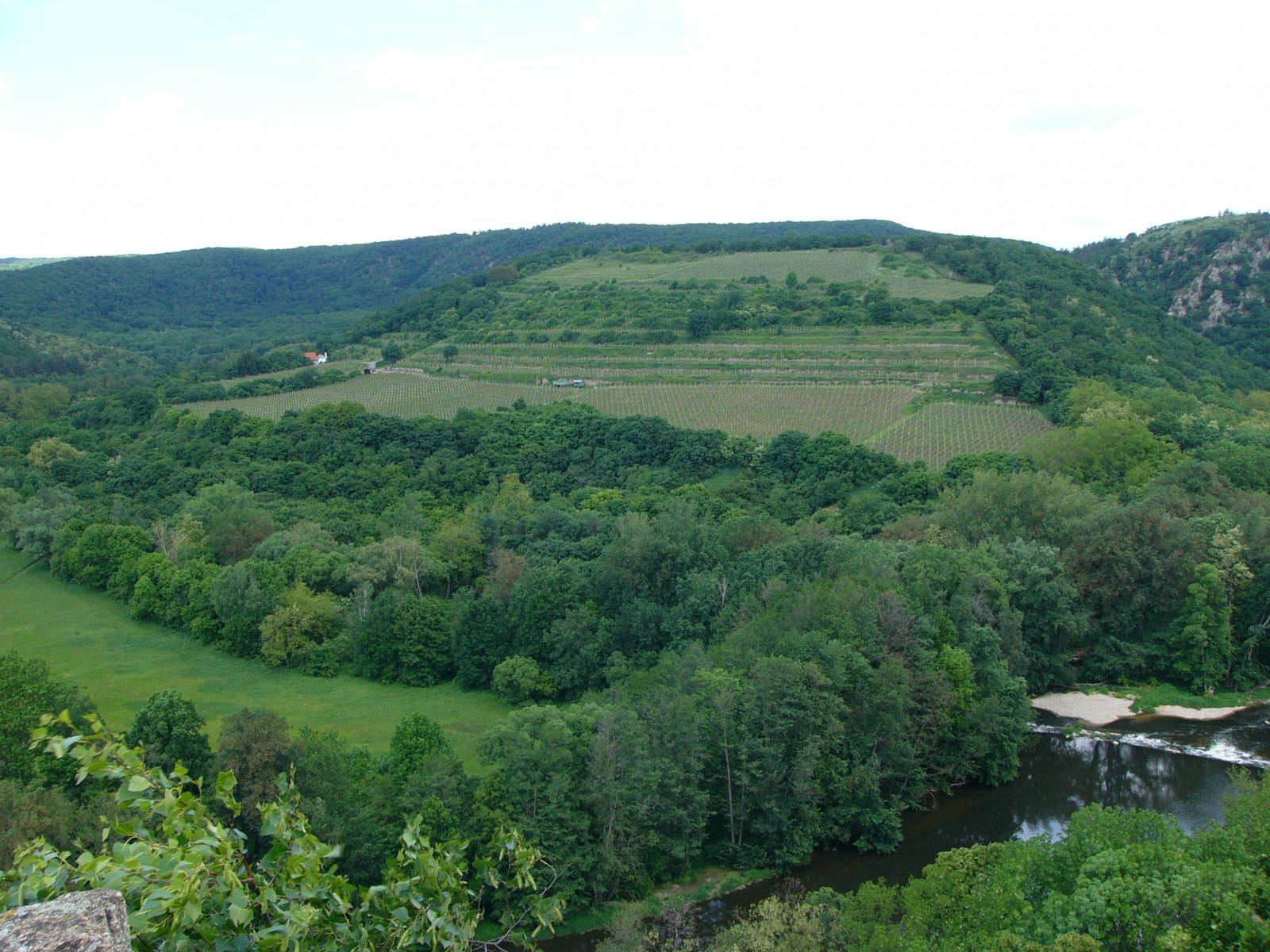
Známá viniční trať Šobes se nachází v Národním parku Podyjí, na jižním svahu skalnatého ostrohu v meandru řeky Dyje. První vinici zde údajně vysadili už římští legionáři.

Viniční trať je pozemek nebo soubor pozemků, na kterých se pěstuje vinná réva. Viniční trať tvoří souvislý celek a celá se nachází v jedné vinařské podoblasti, přičemž může zasahovat do katastru více vinařských obcí. Viniční trať obsahuje jednu nebo více vinic. Seznam viničních tratí v jednotlivých vinařských podoblastech je v Česku definován prováděcí vyhláškou č. 254/2010 Sb., ve znění pozdějších předpisů, na základě zmocnění vinařským zákonem. V současné době (stav k roku 2024) je v ČR celkem 1313 viničních tratí. Tato vyhláška respektuje odbornou variantu pravopisu pomístních vlastních jmen začínajících předložkami, tj. zůstává rozlišeno, zda název viniční trati obsahuje za předložkou obecné jméno či vlastní jméno.
Vinařský zákon (č. 321/2004 Sb.) definuje viniční trať jako pozemek, část pozemku, soubor pozemků, soubor pozemku a části pozemku, nebo kombinaci pozemků, případně částí pozemků, tvořících souvislý celek, v jedné vinařské oblasti, případně podoblasti, splňující předpoklady pro pěstování révy z hlediska zeměpisné polohy, svažitosti, délky oslunění a půdně klimatických vlastností.